# کشتی در المپیک تابستانی ۱۹۵۶
کشتی در بازی‌های المپیک تابستانی ۱۹۵۶ رویدادی است که در هشت دستۀ وزنی کشتی فرنگی و هشت دستۀ وزنی کشتی آزاد در بخش مردان برگزار گردید.

## خلاصه مدال‌ها

### فرنگی
| رویداد       | طلا                              | نقره                           | برنز                         |
| مگس‌وزن       | نیکولای سولوویوف · اتحاد شوروی   | اینیاتسیو فابرا · ایتالیا      | دورسون علی ایریباش · ترکیه   |
| خروس‌وزن      | کنستانتین ویروپایف · اتحاد شوروی | ادوین وستربی · سوئد            | فرانچیکس هوروات · رومانی     |
| پر وزن       | راونو ماکینن · فنلاند            | ایمره پولیاک · مجارستان        | رومان دزنلادزه · اتحاد شوروی |
| سبک‌وزن کم    | کیوستی لهتونن · فنلاند           | رضا دوغان · ترکیه              | دیولا توت · مجارستان         |
| سبک‌وزن       | میهات بایراک · ترکیه             | ولادیمیر مانیف · اتحاد شوروی   | پر برلین · سوئد              |
| میان‌وزن      | گیوی کارتوزیا · اتحاد شوروی      | دیمیتار دوبرف · بلغارستان      | رون یانسون · سوئد            |
| سنگین‌وزن سبک | والنتین نیکولایف · اتحاد شوروی   | پتکو سیراکوف · بلغارستان       | کارل-اریک نیلسون · سوئد      |
| سنگین‌وزن     | آناتولی پارفیونوف · اتحاد شوروی  | ویلفرد دیتریش · تیم متحد آلمان | آدلمو بولگارلی · ایتالیا     |

### آزاد
| رویداد       | طلا                                | نقره                          | برنز                             |
| مگس‌وزن       | میریان تالکلامانیدزه · اتحاد شوروی | محمدعلی خجسته‌پور · ایران      | حسین اکباش · ترکیه               |
| خروس‌وزن      | مصطفی داغستانلی · ترکیه            | محمدمهدی یعقوبی · ایران       | میخائیل شاخوف · اتحاد شوروی      |
| پر وزن       | شوزو ساساهارا · ژاپن               | یوزف مویس · بلژیک             | ارکی پنتیلا · فنلاند             |
| سبک‌وزن کم    | امامعلی حبیبی · ایران              | شیگرو کاساهارا · ژاپن         | آلیمبگ بستایف · اتحاد شوروی      |
| سبک‌وزن       | میتسو ایکدا · ژاپن                 | ابراهیم زنگین · ترکیه         | واختانگ بالاوادزه · اتحاد شوروی  |
| میان‌وزن      | نیکولا استانچف · بلغارستان         | دنی هاج · ایالات متحده آمریکا | گئورگی اسخیرتلادزه · اتحاد شوروی |
| سنگین‌وزن سبک | غلامرضا تختی · ایران               | یوریس کولایف · اتحاد شوروی    | پیتر بلر · ایالات متحده آمریکا   |
| سنگین‌وزن     | حمیت کاپلان · ترکیه                | حسین مهمدوف · بلغارستان       | تایستو کانگاسنیمی · فنلاند       |

## کشورهای شرکت کننده
در مجموع ۱۷۳ کشتی‌گیر از ۳۰ کشور در بازی‌های ملبورن شرکت کردند:
- آرژانتین (2)
- استرالیا (15)
- اتریش (4)
- بلژیک (3)
- بلغارستان (8)
- کانادا (2)
- فنلاند (10)
- فرانسه (2)
- تیم متحد آلمان (5)
- بریتانیای کبیر (4)
- یونان (2)
- مجارستان (8)
- هند (7)
- ایران (8)
- ایرلند (1)
- ایتالیا (5)
- ژاپن (8)
- کره جنوبی (3)
- مکزیک (1)
- نیوزیلند (1)
- نروژ (1)
- پاکستان (6)
- فیلیپین (3)
- رومانی (4)
- آفریقای جنوبی (4)
- اتحاد شوروی (16)
- سوئد (10)
- ترکیه (13)
- ایالات متحده آمریکا (15)
- یوگسلاوی (2)[۲]